# Wilhelm Schlag
Wilhelm Schlag (né le 2 mai 1969) est un mathématicien et professeur Phillips de mathématiques à l'université Yale. Il est connu pour ses travaux sur en analyse harmonique et sur les équations aux dérivées partielles.

## Carrière
Schlag soutient son doctorat au California Institute of Technology en 1996 sous la direction de Thomas Wolff. Depuis lors, il occupe des postes à l'université de Princeton, au California Institute of Technology et à l'université de Chicago, où il était professeur de mathématiques H. J. Livingston avant de rejoindre l'université Yale en 2018. Il a réalisé des travaux profonds sur l'analyse de Fourier, la théorie spectrale et les équations aux dérivées partielles dispersives. Schlag est l'un des rédacteurs en chef d'Inventiones Mathematicae.

## Récompenses et honneurs
- Boursier Sloan en 2001
- Boursier Guggenheim[5] en 2009
- Conférencier invité au Congrès international des mathématiciens de Hyderabad en 2014